# Cerrojo (arma de fuego)

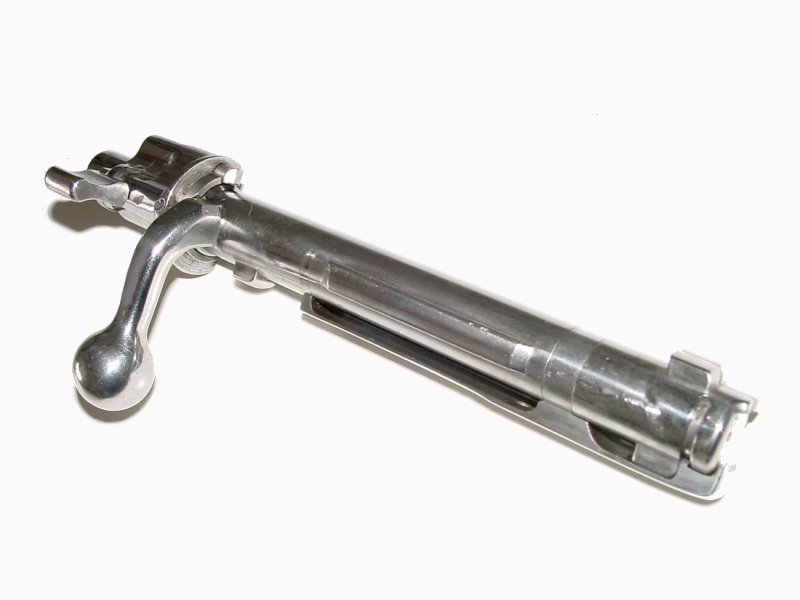
Cerrojo del Mauser 98.

Un cerrojo es una parte mecánica de un arma de fuego que cierra la parte posterior de la recámara, introduciendo un cartucho en la misma, y que contiene el percutor, así como el extractor de casquillos.
En las armas operadas manualmente tales como los fusiles de cerrojo, de palanca y escopetas o fusiles de acción de bombeo, el cerrojo se mantiene fijo mediante tetones de acerrojado durante el disparo obligando a los gases expandirse adelante, luego se abre atrás para extraer el casquillo vacío y se cierra adelante para colocar un nuevo cartucho en la recámara.

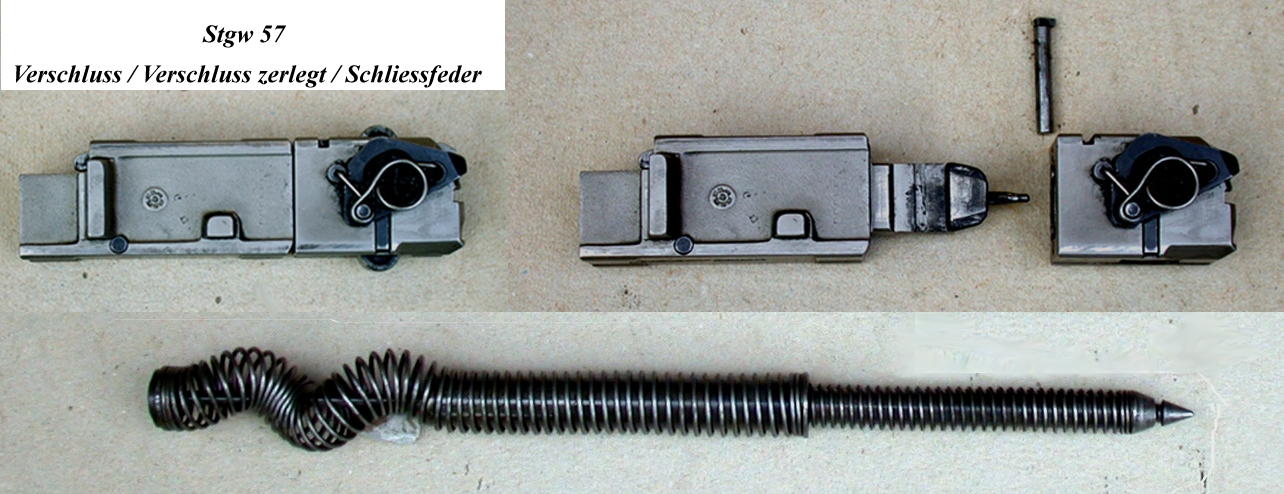
Cerrojo del SIG SG 510 (arriba).

En un arma automática o semiautomática, el cerrojo se mueve atrás y adelante entre cada disparo, impulsado por el retroceso o los gases (atrás), o el muelle recuperador (adelante). Cuando retrocede, el extractor tira de la recámara el casquillo disparado. Al salir de la recámara, el eyector lo expulsa fuera del arma. Cuando avanza, retira un cartucho del cargador y lo empuja dentro de la recámara. El extractor y el percutor frecuentemente son partes integrales del cerrojo. La corredera de una pistola semiautomática es un tipo de cerrojo.